# Підгірне (Бердянський район)
Підгі́рне — село в Україні, у Бердянському районі Запорізької області. Населення становить 128 осіб. Орган місцевого самоврядування - Єлизаветівська сільська рада.

## Географія
Село Підгірне знаходиться на відстані 2 км від селища Єлизаветівка. Поруч проходять автомобільна дорога Н30 і залізниця, станція Єлизаветівка за 3 км.

## Історія
1860 року село засноване як Ной-Штутгарт.
У 1918 році перейменоване в село Підгірне.
Після ліквідації Приморського району 19 липня 2020 року село увійшло до Бердянського району.

## Населення

### Мова
Розподіл населення за рідною мовою за даними :
| Мова       | Кількість | Відсоток |
| ---------- | --------- | -------- |
| українська | 113       | 88.28%   |
| російська  | 15        | 11.72%   |
| Усього     | 128       | 100%     |